# فولکرت سیمون مارتن وان در ویلیگن
 فولکرت سیمون مارتن وان در ویلیگن (هلندی: Volkert Simon Maarten van der Willigen؛ زاده ۹ مه ۱۸۲۲ درگذشته ۱۸۷۸) یک نمایشگاه‌گردان، ریاضی‌دان، و فیزیک‌دان اهل هلند بود.